# 16104 Стісалліван
16104 Стісалліван (16104 Stesullivan) — астероїд головного поясу, відкритий 6 листопада 1999 року.
Тіссеранів параметр щодо Юпітера — 3,590.